# Anne Cayre
Pour les articles homonymes, voir Cayre.
Anne Cayre (Annie Cayre à l'état civil), née le 26 juin 1945 au Caire (Égypte) et morte le 24 décembre 2011 à Dijon  est une romancière française.

## Biographie
Née d'un père catalan et d'une mère égyptienne, Anne Cayre consacre toute sa vie professionnelle à l'enseignement en école maternelle et se tourne vers l'écriture en 1999. Elle est notamment l'auteur d'un roman consacré à l'enfant sauvage Marie-Angélique le Blanc, intitulé La Fille sauvage de Songy (2013), ainsi que de nombreuses nouvelles encore inédites.
En 1999, dans une préface au premier livre d'Anne Cayre, Visage de Manuel, le poète Bernard Noël écrit : « La singularité de ce livre (...) a bien sûr pour base sa grande qualité littéraire; elle suffirait à le distinguer et cependant ne saurait expliquer l'impression de dédoublement libérateur qu'il procure. C'est qu'il ne s'agit pas du dédoublement qui permettrait à l'auteur un point de vue sur la perte de son enfant, mais de quelque chose d'infiniment plus rare, car ce dédoublement est spatial. Le livre n'est pas la mise hors de soi de la douleur, par l'expression, il est, à l'intérieur de la douleur, l'ouverture d'un espace dont le volume est maintenu, développé, soufflé par une ascèse qui doit son énergie à l'écriture en même temps qu'elle en est la pratique. Autrement dit, et c'est ici le lieu d'une ambiguïté admirable, l'écriture n'est pas utilisée au service d'une cause désespérée: elle est, à l'inverse, affrontée pour elle-même là où, depuis Mallarmé, la maintiennent certains contemporains : sur la lisière extrême d'un espace toujours béant et toujours sans limites parce qu'il est celui de l'effacement. »
En 2015, préfaçant un ouvrage posthume d'Anne Cayre, L'Escalier, François Dominique estime que « l'écriture d'Anne Cayre est liée à une forme d'acuité visuelle et auditive; elle perçoit de façon suraiguë les choses (...) Cette écriture précise et simple ne cherche pas à épater le lecteur avec un luxe de métaphores. Radieuse simplicité qui ne méconnaît pas les aspérités de la solitude, la cruauté de la perte. Comment ne pas évoquer à cet égard les petites proses de Robert Walser ? »

## Publications

### Œuvres
- Visage de Manuel[2], préface de Bernard Noël, frontispice de Jan Voss. Éditions de Scorff, 1999, Apogée, 2001
- La Femme au fagot, avec François Dominique, Les Philadelphes, 2001
- Sur la sable, L'Attentive, 2001
- Sur le chemin, L'Attentive, 2001
- La Robe rouge[3], Éditions La Renarde Rouge, 2004 (Prix Bourgogne de littérature)
- Adrien, seul[4], Apogée, 2007
- J'irais les yeux fermés[5], L'Harmattan, 2013, avec une photo de Claude Batho
- La Fille sauvage de Songy[6], L'Amourier, 2013
- L'Escalier, L'Harmattan, 2015, préface de François Dominique, avec une photo de Bernard Plossu
- Le Musicien de Darmstadt, (suivi de) Récits en rêve (et de) Les jours de l'Avent, préface de François Dominique, L'Harmattan, 2016

### Livres d'artistes
- Dans la Collection Mémoire d'Eric Coisel[7], avec les plasticiens Jean Anguera, Koschmider, Joël Leick, Ricardo Mosner, Michaële-Andrea Schatt[8], Georges Badin, Jephan de Villiers.